# Goodyera angustifolia
Goodyera angustifolia är en orkidéart som beskrevs av Rudolf Schlechter. Goodyera angustifolia ingår i släktet knärötter, och familjen orkidéer. Inga underarter finns listade i Catalogue of Life.